# میان محله گلرودبار
میان محله گلرودبار، روستایی از توابع بخش مرکزی شهرستان لاهیجان در استان گیلان ایران است. این روستا در امتداد رود شن رود (در زبان محلی: شیمرود) شکل گرفته است.

## جمعیت
این روستا در دهستان بازکیاگوراب قرار دارد و براساس سرشماری مرکز آمار ایران در سال ۱۳۸۵، جمعیت آن ۵۰۳ نفر (۱۴۵خانوار) بوده‌است.